# Croix-de-Feu
Croix-de-Feu (franceză: [kʁwa də fø], Crucea de Foc) a fost o ligă naționalistă franceză din perioada interbelică, condusă de colonelul François de la Rocque (1885-1946). După ce a fost dizolvată, la fel ca toate celelalte ligi, în perioada guvernării Frontului Popular (1936-1938), de la Rocque a înlocuit-o cu Parti social français (PSF).

## Începuturi (1927-1930)
Croix de Feu a fost în primul rând un grup de veterani ai Primului Război Mondial — cei care au fost distinși cu Croix de guerre 1914-1918. El a fost fondat la data de 26 noiembrie 1927 de către Maurice d'Hartoy, care l-a condus până în 1929; președinte de onoare a fost scriitorul Jacques Péricard. De asemenea, în 1929, mișcarea a tipărit propriul ziar, Le Flambeau. La momentul creării sale, mișcarea a fost subvenționată de către parfumierul bogat François Coty, care îl susținea pe Mussolini, și a fost găzduită în clădirea ziarului Le Figaro.
El a beneficiat de interdicția Bisericii Romano-Catolice în 1926 la adresa Action Française, care a interzis catolicilor să susțină această formațiune. Mulți catolici conservatori au devenit în schimb membri ai Croix-de-Feu, inclusiv Jean Mermoz și tânărul François Mitterrand.

## Sub conducerea lui La Rocque (1930-1936)
Sub locotenent-colonelul François de La Rocque, care a preluat conducerea în anul 1930, Croix-de-Feu s-a distanțat de François Coty, mutându-se din clădirea Figaro în rue de la Milano (strada Milano) din Paris. A organizat demonstrațiile populare ca reacție la Afacerea Stavisky, în speranța de a răsturna cel de-al doilea guvern al Coaliției de Stânga. De la Rocque a devenit rapid un erou al mișcărilor de extrema dreapta, s-a opus influențelor socialismului și „comunismului deghizat”, dar și-a manifestat scepticismul față de a deveni contrarevoluționar.
Sub conducerea lui de la Rocque, mișcarea a susținut un efort militar împotriva „pericolului ” german, sprijinirea corporatismului și o alianță între Capital și Muncă. Ea și-a lărgit baza, creând o serie de asociații secundare și incluzându-i pe neveterani în rândurile sale. Pentru a contracara monarhista Action française și sloganul său Politique d'abord! (Politica în primul rând!), de la Rocque a inventat motto-ul Sociale d'abord! (Socialul în primul rând!). În cartea sa, Le Service Public (Serviciul public, publicat în noiembrie 1934), el a argumentat în favoarea unei reforme a procedurilor parlamentare; cooperarea între industrii în funcție de ramurile de activitate; un salariu minim și sărbători legale plătite; dreptul femeilor de a vota (susținut, de asemenea, de monarhista Action française, care a considerat că femeile, de multe ori devotate, ar fi mai favorabile lor ideologiei sale conservatoare) etc. Croix-de-Feu și organizațiile sale satelit au luat avânt, treptat, ajungând de la 500 de membri în 1928, la 60.000 la sfârșitul anului 1933, 150.000 în lunile de după revoltele din 6 februarie 1934 și 400.000 la sfârșitul anului 1935. În noiembrie 1937 numărul de 700.000 de membri a fost menționat într-o revistă germană.
Croix-de-Feu nu a participat la demonstrațiile organizate în 1932 de Action française și de liga de extrema dreaptă Jeunesses Patriotes contra plății datoriei față de Statele Unite ale Americii. A luat parte la demonstrațiile din 6 februarie 1934, care a dus la răsturnarea celui de-al doilea Cartel des gauches (Coaliția de Stânga), dar de la Rocque a refuzat să se angajeze în revolte (deși unii membri ai Croix-de-Feu nu au fost de acord cu el). Au înconjurat sediul parlamentului (Palais Bourbon) și au rămas grupați, la mai multe sute de metri distanță de demonstrațiile celorlalte ligi. Ca una dintre cele mai importante asociații paramilitare și din cauza poziției sale naționaliste, Croix-de-Feu și de la Rocque au fost considerați de către organizațiile de stânga ca unii dintre cei mai periculoși imitatori ai lui Mussolini și Hitler. Cu toate acestea, ca urmare a acțiunilor lui de la Roque în timpul revoltelor, ea și-a pierdut ulterior prestigiul în rândul organizațiilor de extrema dreapta, înainte de a fi dizolvată de guvernul Frontului Popular pe 18 iunie 1936.

## Parti Social Français (1936-1940)
François de la Rocque a format apoi Parti Social Français (PSF), ca succesor al ligii desființate. Estimările moderate ale membrilor PSF sunt de 500.000 la momentul începerii celui de-al doilea Război Mondial — făcându-l primul partid conservator francez al maselor; deși sloganul său Travail, Famille, Patrie („Muncă, Familie, Patrie”) a fost folosit mai târziu de către regimul de la Vichy pentru a înlocui sloganul republican Liberté, Egalité, Fraternité, partidul a rămas eclectic. Partidul a dispărut odată cu ocuparea Franței, fără a fi în măsură să profite de popularitatea sa imensă.

## În timpul celui de-al Doilea Război Mondial
În timpul ocupației Franței, La Rocque s-a alăturat Rezistenței, dar a făcut totuși subiectul unor controverse considerabile imediat după război.

## Moștenirea politică
Parti Social Français (PSF) al lui François de La Rocque a fost primul mare partid conservator din Franța (1936-1940). El a pledat pentru un regim prezidențial care să pună capăt instabilității regimului parlamentar, un sistem economic fondat pe „profesii organizate” (corporatism) și pe o legislație socială inspirată de creștinismul social.
Istoricii consideră acum că el a pavat calea pentru partidele creștin-democrate franceze de după război: Mișcarea Republicană Populară (MRP) și Uniunea pentru Franța.

## Continuarea dezbaterilor cu privire la Croix-de-Feu
Unii istorici au susținut că Croix-de-Feu a fost o variantă franceză distinctă a mișcării fasciste europene: dacă „ligile” de dreapta din anii 1930 nu au dezvoltat o formă clasică de fascism a fost pentru că au reprezentat un amestec între naționalismul conservator de dreapta și fascismul extremist, în ceea ce privea membrii și ideologia, distinctiv în societatea interbelică franceză.
Majoritatea istoricilor francezi contemporani (René Rémond, Pierre Milza, François Sirinelli, în special) nu clasifică „ligile” din anii 1930 ca fiind forme ale „fascismului francez”, în special Croix-de-Feu. Organizația este descrisă de Rémond ca având un scop complet secret și o ideologie „cât mai vag posibilă”. Rémond, cel mai faimos și mai influent dintre acești istorici postbelici, distinge „Reacția” și mișcările de extrema-dreapta de fascismul revoluționar ca un import în Franța, care a avut puțini amatori. În ediția a treia din 1968 a lucrării La droite en France, opera sa principală, el definește fascismul din Europa ca o „revoltă a declasaților, o mișcare a celor plătiți prost, civili și militari. Peste tot el a venit la putere prin răsturnări sociale ... Deși cu o mână de fasciști [în Franța anilor 1930], a existat o minoritate de reacționari și o mare majoritate de conservatori.” Printre aceștia el a identificat grupuri mult mai mici ca Faisceau, o minoritate infimă în comparație cu Croix-de-Feu, care a ajuns la peste un milion de membri.
Istoricul israelian Zeev Sternhell, pe de altă parte, a susținut nu numai existența unui fascism francez autohton, ci și reproducerea celor mai importante baze ideologice ale fascismului de către grupuri precum Cercle Proudhon al tinerilor de nouăsprezece ani. El, însă, nu include Croix-de-Feu în această categorie: „Organizația de centru dreapta a avut mereu propriile ei trupe de șoc care au servit scopurilor proprii și a avut grijă ca ei să nu fie confundați cu fasciștii.” Sternhell, interesat de fascism ca o „revizuire antimaterialistă a marxismului” sau ca un naționalism extrem anticapitalist, sectar și corporatist, arată că grupuri, cum ar fi Jeunesses Patriotes, Ligue des Patriotes și Croix-de-Feu au fost ironizate de fasciștii francezi ai vremii. Conducătorii fasciști din Franța s-au văzut ca distrugători ai vechii ordini, deasupra politicii, și au respins corupția capitalismului. Pentru ei ligile erau un bastion al acestui regim corupt. Robert Brasillach le-a numit „vechi încornorați ai dreptei, acești soți veșnic înșelați de politică..” și a susținut că „dușmanii restaurării naționale nu sunt numai de stânga, ci în primul rând de dreapta”. Jurnalistul american John Gunther l-a descris în 1936 pe de la Rocque ca „pretins Hitler ... fascistul francez nr. 1, șeful potențial al francezului March-on-Romer”, dar a adăugat că el era „un fascist mai degrabă șters”, nu a încercat să preia puterea la revoltele din 6 februarie 1934 și a respectat în mod pașnic dizolvarea organizației Croix-de-Feu de către guvern.
Alți cercetători ca Robert Soucy și William D. Irvine susțin că La Rocque și Croix-de-Feu au fost, în fapt, reprezentanți ai fascismului „francez”. De la Rocque, cu toate acestea, chiar dacă a fost tentat inițial de o colaborare cu germanii în timpul celui de-al Doilea Război Mondial, a ieșit în cele din urmă din rândul susținătorilor radicali ai Germaniei Naziste.